# Enlige mødre
Enlige mødre er en dansk dokumentarfilm fra 1954, der er instrueret af Solveig Ersgaard og Henning Ørnbak efter manuskript af Eva Hemmer Pihl.

## Handling
Den enlige mor er alene om at bære to menneskers pligter og byrder i et samfund, der er indrettet på, at hver familie har både en mor og en far. Men mange flere familier, end man tror, har kun en forsørger, og det er næsten altid en mor. Hun er ikke gift mere, er enke, skilt, separeret eller måske ugift. Og hun har mange bekymringer og problemer. Hvordan klare at få børnene passet, når hun selv skal på arbejde? Og særlig når de er syge? Hvordan undgå, at de kommer under dårlig påvirkning? Hvordan få tid til virkelig at tage sig af sine børn? Tid til at dygtiggøre sig, tid og kræfter til at holde nøden ude? Filmen viser, hvordan dagen går for en enlig mor; den fortæller om hendes tilværelse og søger at skabe sympati for hende, en af de mange, der er alene om et ansvar.